# Prodigal Son (opera teatrale)
Prodigal Son è un'opera teatrale del drammaturgo statunitense John Patrick Shanley, debuttata a New York nel 2016. 

## Trama
Jim Rogan è un diciassettenne dotato ma difficile, che continua ad essere espulso da ogni scuola che frequenta. La sua ultima chance è lo sperduto collegio del New Hampshire, dove il ragazzo si sente ulteriormente in trappola. Qui però incontra il professor Alan Hoffman, che prende a cuore la causa del ragazzo e lo esorta a perseverare fino al diploma. Ma anche l'insegnante ha un secondo fine e le lezioni private impartite a Jim nascondo un'intenzione più sinistra.

## Produzioni
Prodigal Son debuttò al Manhattan Theatre Club di New York il 9 febbraio 2016, dopo un periodo di anteprime cominciate il 19 gennaio; la piece rimase in scena fino al 27 marzo. John Patrick Shanley, già autore Premio Pulitzer de Il dubbio, curava anche la regia oltre ad aver scritto il testo; i costumi erano firmati da Jennifer von Mayrhauser, le scenografie da Santo Loquasto. Facevano parte del cast: Timothée Chalamet (Jim Rogan), Robert Sean Leonard (Alan Hoffman), Annika Boras (Louise Schmitt), Chirs McGarry (Carl Schmitt) e David Potters (Austin).